# Mini-Agenterna
Mini-Agenterna är en svensk TV-serie för barn i SVT från 2022. Serien är en spin-off på SVT-serien Agenterna.

## Handling
Handlingen kretsar kring mini-agenterna på barnagentfirman Mini-Agentbyrån som tillsammans med Agent X löser brott i Krimsta City.

## Rollista

### Säsong 1
- Elise Törnqvist - miniagent
- Leo Dahl Elfver - miniagent
- David Francett - miniagent
- Devin Mihailovic Ansari - miniagent
- Alexandra Goncalves - Agent X

### Säsong 2
- Charlie Lindfors - Agent Charlie
- David Francett - Agent David
- Dylan Kjellin - Agent Dylan
- Elise Törnqvist - Agent Elise
- Leo Dahl Elfver - Agent Leo
- Maliyah Westgård André - Agent Maliyah
- Nora Sallfeldt - Agent Nora
- Valter Toverud - Agent Valter
- Karin Bertling - Berit-Bandit
- Cecilia Skogholt - Hulk-Sanna
- Gry Eriksson - Sanna-Stark
- Jesper Eriksson - Kapten-Spindel
- Måns Rudfeldt - Kapten-Spindel
- Inger Nilsson - Manick-Stina
- Henrik Sjöman - Magiker Max
- Veronica Carlsten - Professor Teed
- Marcus Nyström - Robb
- Igor Gavrilov - Trolle
- Molly - Ninjo

### Säsong 3
- Adam Andén - miniagent
- Amie Biermann - miniagent
- Boris Siltberg Ax - miniagent
- Edith Lans Ekstrand - miniagent
- Emily Mallika Jernberg Wadström - miniagent
- Maximilian Rydström - miniagent
- Minelle Sundberg Zannin - miniagent
- Ruby Nordström Strangertz - miniagent
- Olivia Chahimi - Agent O
- Molly - Agent Ninjo

## Produktion
Inför fjärde säsongen av Agenterna beställde SVT en spin-off av serien för yngre barn.
| ”                 | Vi har märkt att det är många barn i förskoleåldern som tittar på Agenterna men att det kan vara lite svårt att hänga med komplexare brottsupplösningar, så vi har anpassat spinoff-versionen till 5-åringen som målgrupp. Med enklare casebeskrivningar och tydligare ledtrådar, så förskolebarn lättare kan vara med och interagera och gissa. | „ |
| – Johanna Gårdare | |   |

Första säsongen spelades in under oktober och november i Stockholmstrakten.

## Avsnitt

### Säsong 1
1. Fallet med den saboterade rösten
2. Fallet med den försvunna filmen
3. Fallet med de stulna polisuniformerna
4. Fallet med den kidnappade tävlingshunden
5. Fallet med den stulna kloningsmaskinen
6. Fallet med den förstörda festen
7. Fallet med den försvunna diamanten
8. Fallet med den kidnappade tv-maskoten
9. Fallet med de stulna leksakerna
10. Fallet med de nedklottrade böckerna
11. Fallet med de stulna skridskorna
12. Fallet med den iskalla simhallen

### Säsong 2
1. Fallet med den stulna pokalen
2. Fallet med mästarens stulna svärd
3. Fallet med rapparens stulna rimbok
4. Fallet med den saboterade energidrycken
5. Fallet med den saboterade basketfinalen
6. Fallet med de svartvita skärmarna
7. Fallet med stölden på leksaksmuseet
8. Fallet med de stulna vigselringarna
9. Fallet med tandläkarens stulna verktyg
10. Fallet med stadens stulna nyckel
11. Fallet med de saboterade gokartbilarna
12. Fallet med de saboterade tivolit

### Säsong 3
1. Fallet med de galna frisyrerna
2. Mysteriet på Krimsta spahotell
3. Fallet med den saboterade spåkulan
4. Mysteriet med tavlorna på slottet
5. Det mystiska guldfyndet
6. Fallet med den stulna båten
7. Fallet med den konstiga vaktmästaren
8. Mysteriet med de äckliga bullarna
9. Mystiska vattenstölden
10. Fallet med de knasiga djurrösterna
11. Ninjo är kidnappad!
12. Vem förföljer Kapten spindel?

### Webbkällor
- ”Mini-Agenterna (säsong 3)”. Sveriges Television. 16 december 2024. https://credits.svt.se/mini-agenterna-sasong-3/. Läst 5 maj 2025.
- ”Mini-agenterna 2”. Sveriges Television. 7 november 2025. https://credits.svt.se/mini-agenterna-2/. Läst 5 maj 2025.

### Fotnoter
1. ↑  ”Agenterna förnyas och får säsong 4 - SVT beställer spinoffen Mini-agenterna”. Expressen. 24 juni 2021. https://www.expressen.se/noje/blogg/tvbloggen/2021/06/24/agenterna-sasong-4-mini-agenterna-svt/. Läst 5 maj 2025.
2. ↑  ”Elise från Helgö blir miniagent i nytt tv-program”. Mitt I. 7 januari 2022. https://www.mitti.se/nyheter/elise-fran-helgo-blir-miniagent-i-nytt-tvprogram-6.27.32516.1fcd5a3e73. Läst 5 maj 2025.